# Hondenfluitje

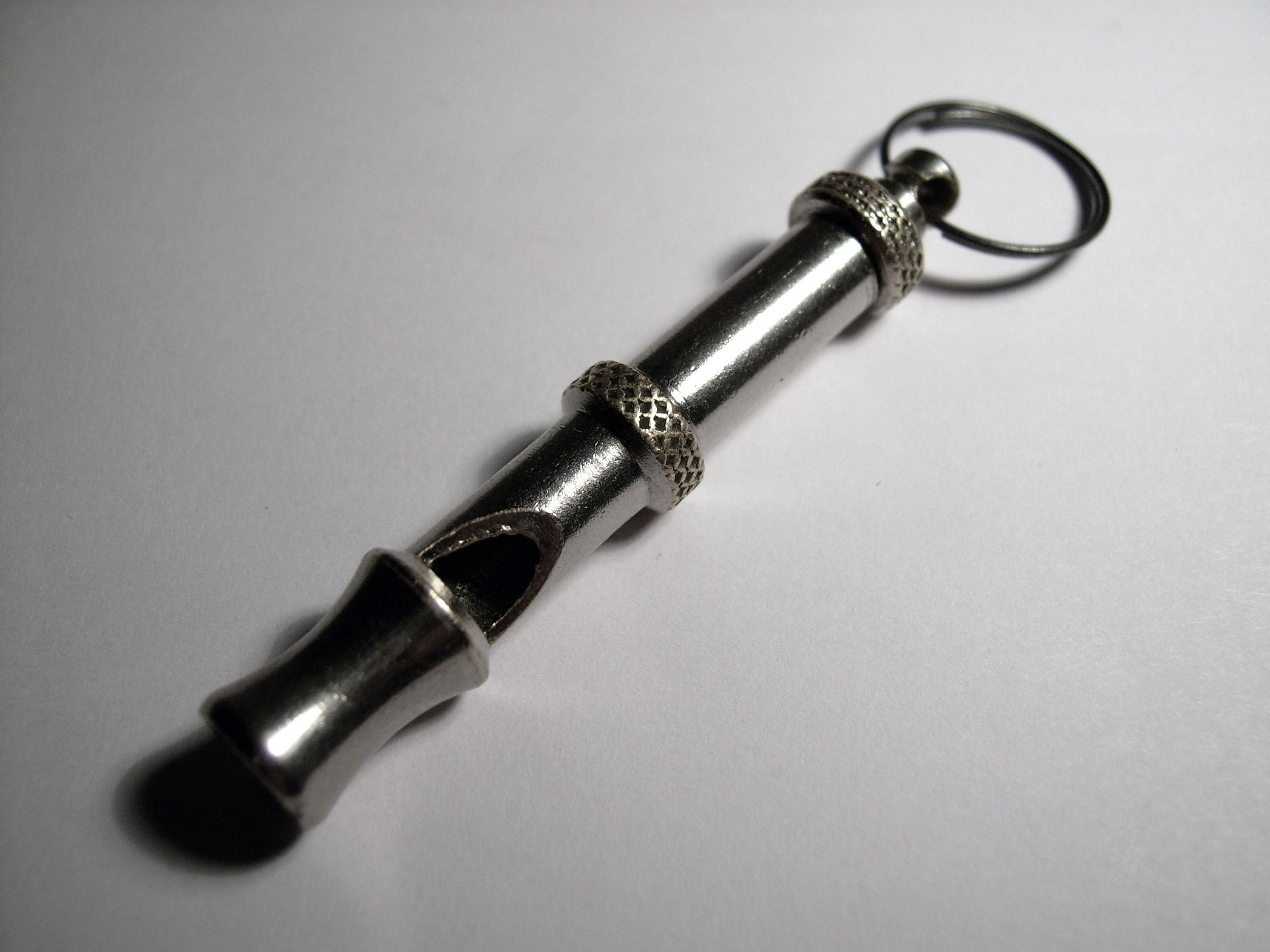
Een hondenfluitje

Een hondenfluitje is een type fluit dat gebruikt wordt bij het trainen van honden en katten.
Een hondenfluitje produceert ultrasone trillingen (tussen de 16.000 en 22.000 Hz). Dit betekent dat de frequentie van de geluidsgolven van een hondenfluitje grotendeels buiten het bereik van het menselijk gehoor ligt. Het hondenfluitje werd uitgevonden in 1876 door Francis Galton en wordt vermeld in zijn boek Inquiries into Human Faculty and its Development.
In figuurlijke zin wordt de term hondenfluitje gebruikt om formuleringen aan te duiden die vooral door de eigen groep worden begrepen, met als doel herkenning of afkeuring door mensen buiten deze groep te voorkomen. 